# Yves Chataigneau
Yves Chataigneau (Vouillé, Viena, 22 de setembre de 1891-París, 4 de març de 1969) fou un diplomàtic francès.
Agregat d'història i geografia l'any 1919 després d'haver estat tinent durant la Primera Guerra Mundial, va fer la seva carrera en la diplomàcia. Fou sobretot delegat alt comissionat de França al Llevant de 1943 a 1944, governador general d'Algèria del 8 de setembre de 1944 a l'11 de febrer de 1948, ambaixador de França a Moscou, a continuació conseller diplomàtic prop del govern de 1949 a 1954. Fou elegit membre de l'Acadèmia de ciències morals i polítiques l'any 1967.
En les Memòries de Guerra del general de Gaulle, el general Chataigneau és esmentat com l'home de la repressió de Sétif, ara bé, no era ni tan sols a Algèria al moment dels fets. A més era força apreciat pels algerians que l'havien anomenat Mohammed. Segons Jean Lacouture, hagué d'assolir la responsabilitat d'una repressió decidida pels seus subordinats en una orientació diferent a la seva.